# Lithopolis
Lithopolis és una població dels Estats Units a l'estat d'Ohio. Segons el cens del 2000 tenia 600 habitants.

## Demografia
Segons el cens del 2000, Lithopolis tenia 600 habitants, 248 habitatges, i 166 famílies. La densitat de població era de 579,2 habitants/km².
Dels 248 habitatges en un 31% hi vivien nens de menys de 18 anys, en un 56% hi vivien parelles casades, en un 7,7% dones solteres, i en un 32,7% no eren unitats familiars. En el 27% dels habitatges hi vivien persones soles el 9,3% de les quals corresponia a persones de 65 anys o més que vivien soles. El nombre mitjà de persones vivint en cada habitatge era de 2,42 i el nombre mitjà de persones que vivien en cada família era de 2,96.
Per edats la població es repartia de la següent manera: un 24,5% tenia menys de 18 anys, un 7,8% entre 18 i 24, un 27,7% entre 25 i 44, un 24% de 45 a 60 i un 16% 65 anys o més.
L'edat mediana era de 38 anys. Per cada 100 dones de 18 o més anys hi havia 95,3 homes.
La renda mediana per habitatge era de 40.208 $ i la renda mediana per família de 49.500 $. Els homes tenien una renda mediana de 35.714 $ mentre que les dones 27.250 $. La renda per capita de la població era de 19.442 $. Aproximadament el 3,1% de les famílies i el 5,6% de la població estaven per davall del llindar de pobresa.

## Poblacions més properes
El següent diagrama mostra les poblacions més properes.